# اردوگاه دیر عمار
اردوگاه دیر عمار (عربی: مخيّم دير عمّار) یکی از اردوگاه‌های پناهندگان فلسطینی است که بعد از توافقات اسلو، اردوگاه تحت کنترل مشترک فلسطین و اسراییل قرار گرفت.

## موقعیت
در ۳۰ کیلومتری شمال غربی رام‌الله قرار دارد و در سال ۱۹۴۹ در منطقه‌ای به مساحت ۰٫۱۶ کیلومترمربع تأسیس شده‌است. این اردوگاه بر روی یک قطعه زمین متعلق به غیر پناهندگان از روستای دیرعمار ساخته شد.
ساکنان اردوگاه از روستاهای تخریب شده «رمله، یافا و لد» می‌باشند.
بعد از توافقات اسلو، کمپ تحت کنترل مشترک فلسطین و اسراییل قرار گرفت.
جمعیت این اردوگاه بر اساس سرشماری سال «۲۰۰۶» ۲۰٬۲۲۹ نفر می‌باشد.